# Sommer-Paralympics 2004/Teilnehmer (Namibia)
| stlisierte Goldmedaille | stlisierte Silbermedaille | stlisierte Bronzemedaille |
| ----------------------- | ------------------------- | ------------------------- |
| —                       | —                         | —                         |

Namibia nahm mit einem Athleten, dem Gewichtheber Ruben Soroseb, an den Sommer-Paralympics 2004 im griechischen Athen teil, der auch Fahnenträger beim Einzug der Mannschaft war.

## Teilnehmer nach Sportart

### Gewichtheben
Männer
- Ruben Soroseb

Gewichtheben  bis 82,5 Kilogramm: 15. Platz